# Thomomys
Thomomys é um gênero de roedores da família Geomyidae.

## Espécies
- Thomomys bottae (Eydoux & Gervais, 1836)
- Thomomys bulbivorus (Richardson, 1829)
- Thomomys clusius Coues, 1875
- Thomomys idahoensis Merriam, 1901
- Thomomys mazama Merriam, 1897
- Thomomys monticola J. A. Allen, 1893
- Thomomys talpoides (Richardson, 1828)
- Thomomys townsendii (Bachman, 1839)
- Thomomys umbrinus (Richardson, 1829)